# GM XP-883
Der GM XP-883 war der Prototyp eines Plug-in-Hybrid-Fahrzeuges von General Motors (GM) und eines der ersten modernen Hybridfahrzeuge. Das Projekt XP-883 wurde 1969 als Studie für ein commuter car („Pendler-Auto“) mit Sitzplätzen für zwei Erwachsene und zwei Kinder vorgestellt.

## Vorgeschichte
Direkter Vorläufer des XP-883 war ein Stir-Lec 1 genanntes Versuchsfahrzeug, das über einen Elektromotor sowie zusätzlich einen Stirlingmotor als Range Extender verfügte, der während der Fahrt die Batterien wieder auflud. Der Gastank für den Motor befand sich über der Hinterachse, die 14 konventionellen Bleibatterien hingegen vorne. Der Stir-Lec 1, der auf einem Opel Kadett B Coupé basierte, erreichte eine Höchstgeschwindigkeit von 90 km/h.
GM stellte das Fahrzeug 1969 in einer Anzeige im Magazin Car Craft vor.

## Technische Daten
Der GM XP-883 verfügt über einen seriellen Hybridantrieb, bei dem keine mechanische Verbindung zwischen dem Verbrennungsmotor und der Frontantriebsachse besteht. Der koaxial längs eingebaute Gleichstrom-Elektromotor treibt die Antriebswelle über ein Planetengetriebe an, ein Zweizylinder-Ottomotor mit OHV-Ventilsteuerung dient zur Reichweitenverlängerung. Der liegend eingebaute, wassergekühlte Verbrennungsmotor hat je nach Angaben einen Hubraum von 570 oder 573 cm3 (35 cui). Die sechs Bleibatterien befinden sich über der Hinterachse.
Das Fahrzeug kann im hybriden oder rein elektrischen Modus betrieben werden, wobei die Umschaltung zwischen beiden elektronisch oder manuell durch den Fahrer erfolgt. In beiden Betriebsmodi kommt bei Geschwindigkeiten unter 10 mph (16 km/h) nur der Elektromotor zum Einsatz.
Wie der Stir-Lec basiert der Wagen auf dem Opel Kadett B, wobei die Karosserie aus glasfaserverstärktem Kunststoff besteht. Die Front des XP-883 erinnert an den Chevrolet Vega, der aus dem verwandten Prototyp XP-884 entstand,  die Fließheck-Karosserie an den späteren Opel Kadett City. Der XP-883 ist ein Viersitzer, die Sitze sind jedoch Lehne an Lehne angeordnet (Dos-à-dos), sodass die Passagiere im Fond entgegen der Fahrtrichtung blicken.